# Jan Smulders
Johannes Wilhelmus Antonius (Jan) Smulders (Middelbeers, 13 januari 1898 – Waldthurn, 20 april 1945) werd op 23 juni 1927 benoemd als burgemeester/gemeentesecretaris van Oost-, West- en Middelbeers.

## Levensloop

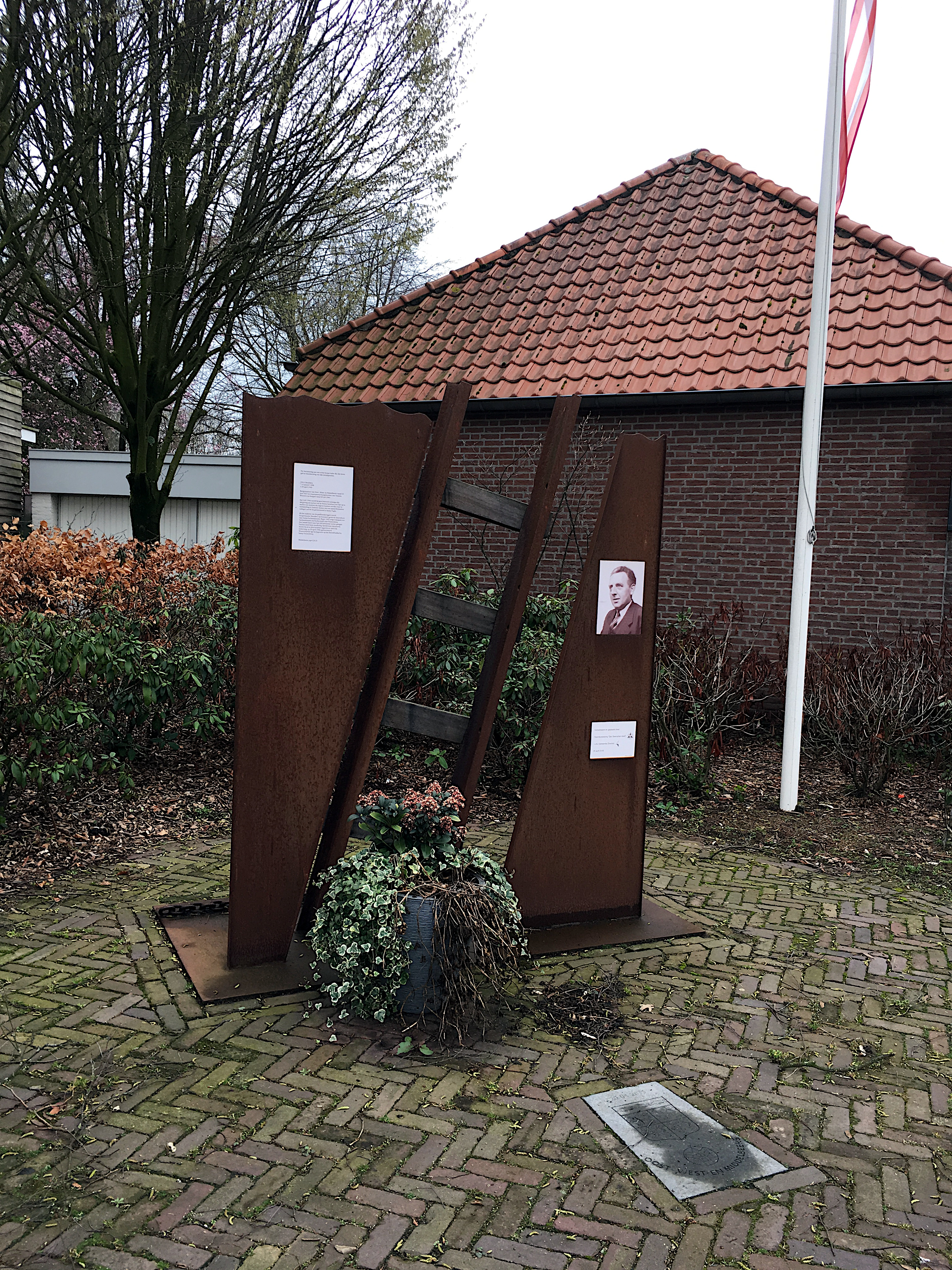
Burgemeester Smulders monument bij Willibrordstraat 1 in Middelbeers

Hij werd geboren als zoon van Antonius Josephus Smulders (1860-1928) en Johanna Maria Adriaans (1868-1935). Jan Smulders was de vierde Smulders in successie als burgemeester van die gemeente, hij volgde zijn vader op. De eerste werd benoemd in 1831. In augustus 1932 trouwde hij met Geertruida (Truus) Beliën. Zij kregen vier kinderen.
Tijdens de Duitse bezetting werd hij in 1942 benoemd als waarnemend burgemeester van de buurgemeente Vessem, Wintelre en Knegsel. Medio 1944 werd hij in die hoedanigheid door de Duitsers gesommeerd om een lijst van inwoners te leveren die in aanmerking kwamen voor inzet als arbeider aan de verdedigingswerken in Zeeland. Hij weigerde, net als een aantal collega's in de regio. Op 6 juli werden de burgemeesters verhoord in de residentie van Heinrich Sellmer, de Beauftragte van de Rijkscommissaris, te Vught, waarna ze werden gearresteerd en in Kamp Vught opgesloten. Door de snelle nadering van de geallieerden na de landing in Frankrijk, werden de gevangenen begin september vanuit Vught per trein op transport gesteld naar het kamp Sachsenhausen bij Berlijn. Op 5 februari 1945 ging het verder naar het zuiden van Duitsland en kwam hij terecht in Buchenwald. Toen ook dit dreigde te worden bevrijd door de geallieerden, gingen de uitgemergelde gevangenen naar Flossenbürg, de laatste stop richting Dachau. Op 20 april begon de laatste voettocht van 300 kilometer. Al na een half uur kon hij niet meer verder en werd langs de weg doodgeschoten.
Waarschijnlijk is hij in 1957 uiteindelijk (her)begraven op het KZ Ehrenfriedhof in kamp Flossenbürg. 
Op 16 april 1946 werd hij als burgemeester opgevolgd door zijn vrouw Truus, die daarmee de eerste vrouwelijke burgemeester van Nederland werd.